# Gočova
Gočova je naselje v Občini Sveta Trojica v Slovenskih goricah.